# (2089) Cetacea
(2089) Cetacea es un asteroide que forma parte del cinturón de asteroides y fue descubierto por Norman G. Thomas el 9 de noviembre de 1977 desde la estación Anderson Mesa, en Flagstaff, Estados Unidos.

## Designación y nombre
Cetacea fue designado al principio como 1977 VF. Más tarde se nombró por los cetáceos, un orden de animales marinos entre los que se encuentran las ballenas.

## Características orbitales
Cetacea está situado a una distancia media de 2,535 ua del Sol, pudiendo alejarse hasta 2,928 ua y acercarse hasta 2,143 ua. Tiene una inclinación orbital de 15,38° y una excentricidad de 0,1548. Emplea en completar una órbita alrededor del Sol 1475 días.